# Többszörös átruházható szavazat
A preferenciális blokkszavazás vagy többszörös átruházható szavazat (angolul: multiple transferable vote, MTV) egy többségi szavazási rendszer amivel egy többmandátumos választókerületben egyszerre több képviselőt megválasztanak meg. Ellentétben az egyetlen átruházható szavazattal (STV), a preferenciális blokkszavazás nem nyújt arányos képviselet, hanem hasonló eredményeket produkál, mint a relatív többségi blokkszavazás (MNTV), aminek az azonnali többfordulós változatának tekinthető. Mindkét rendszerben a többszörös szavazat miatt a hasonló gondolkodású szavazók egyetlen csoportja nyerhet el minden mandátumot, így a blokkszavazás mindkét formája aránytalan.
| egyéni jellegű rendszerek | egyszavazatos módszerek                                                      | többszavazatos módszerek |
| ------------------------- | ---------------------------------------------------------------------------- | --- |
| Egymandátumos módszerek   | relatív többségi szavazás (SMP) azonnali többfordulós szavazás (IRV)         | korlátozott elfogadó szavazás (limited approval voting) (korlátlan) elfogadó szavazás (approval voting) |
| Többmandátumos módszerek  | egyetlen nem-átruházható szavazat (SNTV) egyetlen átruházható szavazat (STV) | többszörös nem-átruházható szavazat (MNTV) - blokkszavazás (egyéni listás választási rendszer) - korlátozott blokkszavazás (limited block voting) - korlátlan blokkszavazás (többgyőzteses elfogadó szavazás) többszörös átruházható szavazat (MTV) - preferenciális blokkszavazás |

## A szavazatok leadása és megszámlálása
A preferenciális blokkszavazás során rangsorolt szavazólapot használnak, amelyen a választópolgár a jelölteket a legjobban preferálttól a legkevésbé preferáltig rangsorolja.
A mandátumokat egymás után osztják ki úgy, akiknél a legkevesebb az első preferencia szavazatai száma, kiesnek (és szavazataikat az azonnali többfordulós szavazásnak megfelelően továbbítják), amíg egy jelölt a szavazatok több, mint felét meg nem szerzi. A számlálás addig ismétlődik (a megválasztott jelöltekre leadott preferenciák átugrásával) úgy, hogy minden mandátum kiosztása előtt a összes szavazat teljes értékével, amíg az összes mandátumot be nem töltik.
A preferenciális blokkszavazásnak a számlálási módja különbözteti meg az egyetlen átruházható szavazattól, bár mindkettő az azonnali többfordulós szavazás többmandátumos verziójaként működik: a preferenciális blokkszavazásban a kvóta mindig a (az adott körben érvényes) szavazatok több, mint fele (50%+1) és azért hogy több mandátumot be lehessen tölteni, minden mandátum kiosztása után teljes értékkel újraszámolják a szavazatokat, ez adja a többségi jellegét a rendszernek. Ezzel szemben az egyetlen átruházható szavazatban a kvóta a mandátumok számától függ (például a Hare-kvóta a szavazatok számának és a mandátumok számának a hányadosa, ez 3 mandátum esetén) szavazatokat nem állítják vissza teljes értékre, hanem csak a nyertes jelöltek kvótán felüli többletszavazatait osztják szét - ez biztosítja a szavazatok egyenlő érvényesülését a blokkszavazással ellentétben az STV így arányos képviseletet tud nyújtani.

## A preferenciális blokkszavazás hatásai
Rangsorolós elemmel vagy anélkül, a blokkszavazási rendszerek számos olyan tulajdonsággal rendelkeznek, amelyek miatt nem reprezentálják a választók szándékainak sokféleségét. A blokkszavazás rendszeresen teljes elsöprő többséget produkál a legmagasabb támogatottságú jelöltek csoportja számára. A preferenciális blokkszavazás során az első nyertes jelölt klónjai garantáltan megnyerik az összes szabad helyet. Bár kevésbé reprezentatív, ez általában nagyobb egyetértést eredményez a megválasztottak között.

## A preferenciális blokkszavazás alkalmazása
Az ausztrál szenátusban 1901 és 1948 között blokkszavazást alkalmaztak; 1919-től ez a preferenciális blokkszavazás volt. Újabban a rendszert használták a helyi tanácsok megválasztására Ausztrália északi területein. A 2007-es és 2009-es választásokon az észak-karolinai Hendersonville-ben a preferenciális blokkszavazás egy formáját alkalmazták. 2009-ben a coloradói Aspenben a rendszer hatályon kívül helyezése előtt egyfajta preferenciális blokkszavazást is alkalmaztak egyetlen választásra. 2018-ban Utah állam törvényt fogadott el, amely kísérleti programot hoz létre az önkormányzatok számára, hogy azonnali második szavazást alkalmazzanak az együléses versenyeknél és a többszékes versenyeknél a preferenciális blokkszavazást, 2019-ben pedig a Payson, Utah és Vineyard, Utah mindegyike preferenciálisblokkszavazást alkalmazott három, illetve két városi tanácsi helyért.

## Fordítás
Ez a szócikk részben vagy egészben  a   Preferential block voting című angol Wikipédia-szócikk fordításán alapul.  Az eredeti cikk szerkesztőit annak laptörténete sorolja fel. Ez a jelzés csupán a megfogalmazás eredetét és a szerzői jogokat jelzi, nem szolgál a cikkben szereplő információk forrásmegjelöléseként.